# James Lyons (Filmeditor)
James Lyons (* 8. Oktober 1960; † 12. April 2007 in New York City) war ein US-amerikanischer Filmeditor und Schauspieler.

## Leben
Lyons gab 1991 mit dem Science-Fiction-Drama Poison sowohl sein Debüt als Schauspieler wie auch als Filmeditor. Die Produktion bedeutete auch seine erste Zusammenarbeit mit dem Regisseur Todd Haynes, der weitere gemeinsame Projekte folgten. Zuletzt kooperierten beide bei dem Filmdrama Dem Himmel so fern (2002). Lyons war bis zu seinem Tod für den Schnitt von 18 Produktionen verantwortlich. Als Schauspieler war er bis einschließlich 2001 in sieben Filmen zu sehen, darunter in Postcards from America (1994), Frisk (1995) und I Shot Andy Warhol (1996). Bei dem Independentfilm Velvet Goldmine (1998) war er auch an der Entwicklung des Drehbuchs beteiligt.
Lyons starb laut Aussage einer seiner vier Brüder infolge einer Krebserkrankung, die Resultat einer langjährigen Behandlung gegen eine HIV-Infektion war.

## Filmografie (Auswahl)
- 1991: Poison (auch Schauspieler)
- 1993: Dottie Gets Spanked (Kurzfilm)
- 1995: Safe (auch Schauspieler)
- 1996: I Shot Andy Warhol (nur Schauspieler)
- 1996: Death Script (Ratchet)
- 1997: First Love, Last Rites
- 1998: Velvet Goldmine
- 1999: The Virgin Suicides
- 1999: Spring Forward
- 2001: The Château
- 2001: Prozac Nation – Mein Leben mit der Psychopille (Prozac Nation)
- 2002: Dem Himmel so fern (Far from Heaven).
- 2004: Imaginary Heroes